# ベルティラ・ディ・スポレート
ベルティラ・ディ・スポレート（イタリア語：Bertila di Spoleto, 860年ごろ - 915年12月以前）は、ローマ皇帝ベレンガーリオ1世の妃で、イタリア王妃でありローマ皇后。

## 生涯
ベルティラは当時イタリアで大きな権力を持っていたスッポ家の出身で、スポレート公スッポーネ2世（835年ごろ - 885年ごろ）とベルタ（921年以前没）との間の娘である。父方の祖父はスポレート公アデルキ1世であり、従って皇帝ロドヴィコ2世の妃エンゲルベルガは叔母にあたる。
ベルティラは870年から880年の間に、フリウーリ辺境伯ベレンガーリオ1世と結婚した。ベレンガーリオは888年にイタリア王となり、ベルティラはイタリア王妃となった。しかし、ベレンガーリオは翌年、ヴィドー家のグイード・ダ・スポレートによりイタリア王位を失った。896年、ヴィドー家が権力を失い、アルヌルフがイタリアから撤退した後、ベレンガーリオは再び権力を行使しはじめた。しかし、マジャール軍に敗北し、イタリア貴族はルイ3世をイタリア王に選び、ベレンガーリオらが905年まで力を盛り返すことはなかった。この間、ベルティラは特に教会や修道院のために、ベレンガーリオの特許状に頻繁に関与している。これらの書状の中で、ベルティラは「consors regni（支配者の配偶者）」という称号を用いていて、単なる「妻（coniunx）」という称号とは対照的に、ベルティラの権力と影響力を表している。
915年、夫ベレンガーリオが皇帝となった後、ベルティラは皇后となった。同年、ベルティラは死去した。恐らく毒殺であり、黒幕は夫ベレンガーリオである可能性もある。そのころ、ベルティラは不貞により非難されていたが、このような告発は当時支配者の妻に対しよく行われており、それは大体においてより広い政治的陰謀を隠すためのものであった。ベルティラはまた、魔術師の助言を聞いたことでも非難されていた。Tiziana Lazzariは、これはベレンガーリオの支配に対し明らかに対立していたトスカーナ辺境伯アダルベルト2世妃ベルタ（ロタール2世の娘）によるものではないかとしている。915年12月までに、ベレンガーリオはルイ3世の娘ともいわれるアンナと結婚した。

## 子女
- ベルタ（? - 952年） - ブレシアのサン・サルヴァトーレ修道院長
- ジゼラ（882年 - 910年） - イヴレーア辺境伯アダルベルト1世と結婚。ベレンガーリオ2世の母。